# Залізне яйце

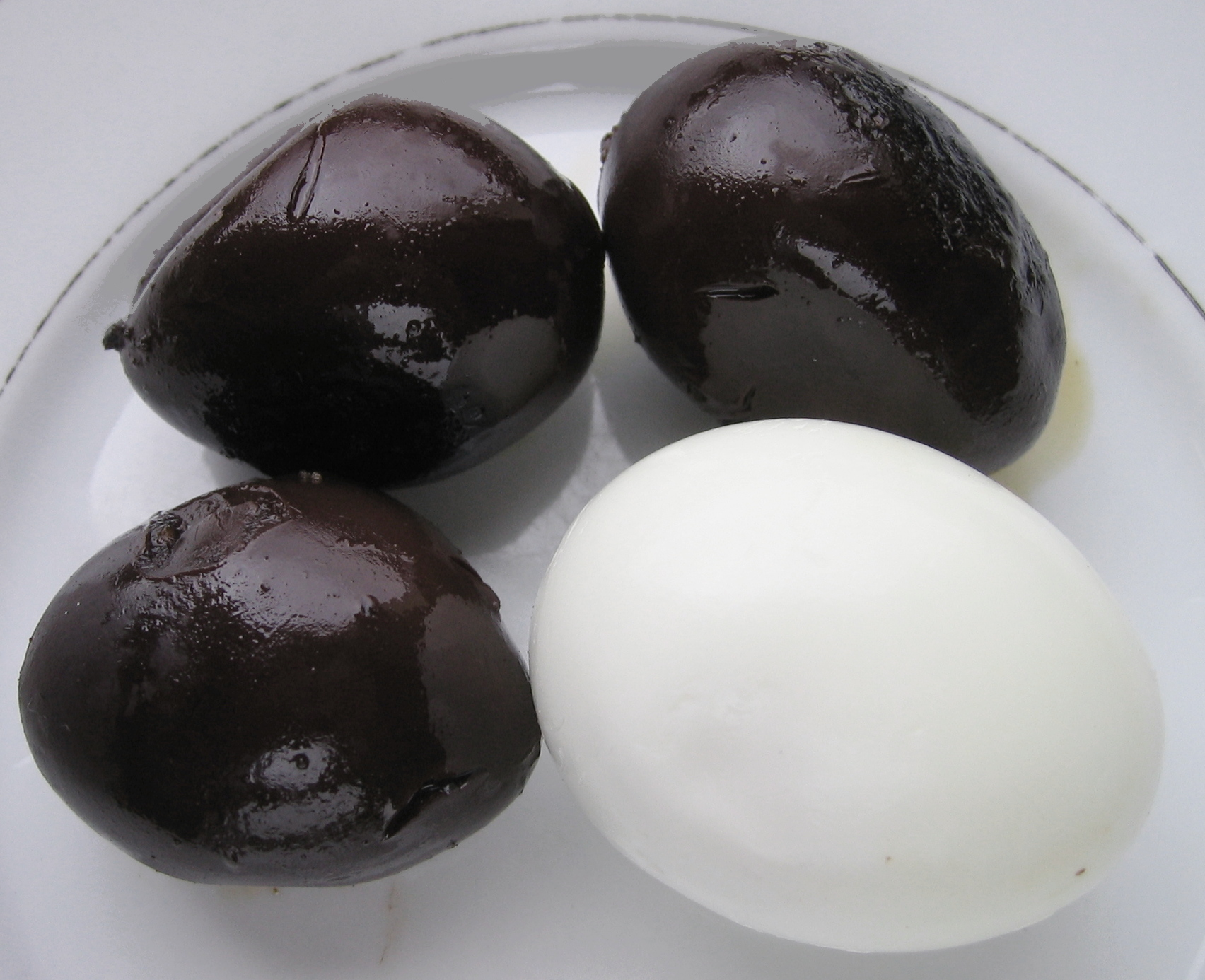
Три чорні залізні яйця в порівнянні з вареним і очищеним курячим яйцем

Залізне яйце (кит. трад.: 鐵蛋; піньїнь: tiědàn) — особлива версія соєвого яйця, закуска з Тайваню. Вони вважаються делікатесом і виникли в районі Тамсуй міста Новий Тайбей.
Страва складається з невеликих яєць, багаторазово тушкованих у суміші спецій і висушених на повітрі. Отримані яйця темно-коричневі зовні, жувальні за консистенцією та дуже ароматні порівняно зі звичайними вареними яйцями. Кажуть, що вони «солодкі, гострі та злегка солоні з концентрованим яєчним смаком — чудова закуска до напоїв».
Вважають, що яйця створила рестораторка Чан-нянь Хуан (黃張哖), яка подавала закуски на причалі в приморському місті. Одного дощового дня, коли було менше справ, ніж зазвичай, їй довелося постійно варити соєві яйця (滷蛋), щоб вони були теплими після того, як їх вийнято з бульйону із соєвим соусом. Повторне варіння та сушіння зрештою призвело до зморщених яєць, які були темними, ароматними та з міцнішою консистенцією і набули популярності серед місцевих мешканців. Згодом Хуан заснувала на основі свого рецепту залізних яєць новий бізнес, продаючи їх під брендом Apotiedan (阿婆鐵蛋; «Бабусині залізні яйця»). Їх можна приготувати тільки з «курячих, голубиних або перепелиних яєць», але не з качиних яєць. Дуже популярні перепелині яйця. Популярність залізних яєць зросла, і їх можна знайти, крім Тайваню, в інших регіонах, наприклад, в Африці та на Близькому Сході.